# 拉普塔冰原島峰

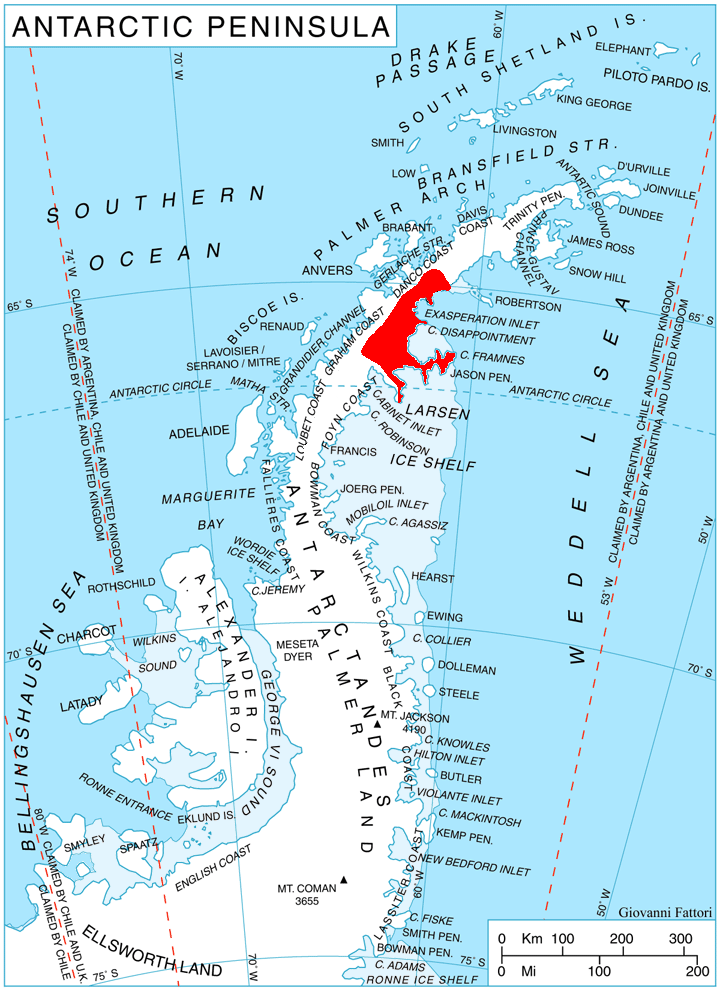

66°8′S 62°58′W / 66.133°S 62.967°W
拉普塔冰原島峰（英語：Laputa Nunataks）是南極洲的冰原島峰，處於阿迪灣西北面11公里，海拔高度500至1,000米，由英國研究隊繪入地圖，現時由南極條約體系管理。